# IHC Night Birds Přerov
IHC Night Birds Přerov je český inline hokejový klub se sídlem v Přerově. Byl založen v roce 2012 a od sezóny 2013 se pravidelně účastní nejvyšší tuzemské soutěže, Extraligy inline hokeje. Hráči jsou zpravidla současní nebo bývalí členové klubu HC Zubr Přerov, jeho odchovanci či osoby z vedení. Domácí zápasy se konají v Meo Aréně v Přerově, kde se během hokejové sezóny hraje lední hokej a v létě je led nahrazen speciálním umělým povrchem.

## Historie
Tým odehrál své první soutěžní zápasy dne 15. dubna 2012 na domácím stadionu v Přerově. Jakožto nový účastník byl zařazen do 1. ligy, druhé nejvyšší tuzemské soutěže, ve které v prvním zápase proti IHC Ceasers Olomouc zvítězil 13:3. V průběhu inaugurační sezóny 2012 pod vedením hrajícího trenéra Vladimíra Kočary, bývalého hráče a trenéra HC Zubr Přerov, odehrál tým dvanáct zápasů, z nichž devět vyhrál. Umístil se na prvním místě tabulky a postoupil do Final Four, kde vybojoval tři vítězství a zajistil si tak účast v následující Extralize.
Přechod do nejvyšší soutěže byl pro Přerov náročný. V základní části sezóny 2013 skončil s jedinou výhrou na posledním místě ve skupině Východ a musel své setrvání v extralize zachraňovat v play-out. Po vyřazovacích sériích s Hradcem Králové a Mad Parrots Úhřeticemi nakonec v nejvyšší soutěži zůstal. Podobný scénář se opakoval i v roce 2014, kdy Přerov skončil v základní části na předposledním místě a po vyřazovacích sériích s Hradcem Králové a IHC Reflex Uherské Hradiště si udržel extraligovou příslušnost.
Třetí extraligová sezona 2015 dopadla pro Přerov lépe, když obsadil třetí příčku ve skupině Východ a postoupil do play-off, v němž vypadl ve čtvrtfinále s pozdějším vítězem soutěže IHC Slavia Praha. V sezóně 2016 se hrál nový model na jedenáct kol se všemi účastníky v jedné skupině. Přerov skončil šestý, ale opět nepostoupil přes čtvrtfinále proti Novému Jičínu.
V sezóně 2017 skončili Night Birds na čtvrtém místě v základní části. Ve čtvrtfinále play-off překonali Tempish Olomouc a vybojovali tak premiérovou účast ve finálovém turnaji Final Four, kde v semifinále podlehli pozdějšímu vítězi soutěže IHC Berounští Medvědi. I tak se jednalo o historicky nejlepší umístění klubu.
Následující ročník 2018 pro Přerov znamenal vyřazení již v osmifinále play-off po sérii s HC Eagles Olomouc rozhodnuté až v prodloužení rozhodujícího zápasu.
Roku 2019 si IHC Night Birds Přerov připsal první medailový úspěch v nejvyšší soutěži. Po vítězství v základní části porazil ve čtvrtfinále IHC Roller Storm Praha 2:0 na zápasy a postoupil podruhé do Final Four. V semifinále vyřadil po prodloužení IHC Hradec Králové a ve finále nakonec podlehl IHC Prague Rats těsným poměrem 2:3 v prodloužení, nicméně získal stříbrné medaile, které představovaly doposud největší úspěch klubu.
Sezóny 2020 a 2021 byly poznamenány pandemií covidu-19 a došlo k výrazným změnám herního formátu. V roce 2020 byly týmy rozděleny do skupin, přičemž Přerov obsadil ve skupině B druhé místo, které jej neopravňovalo k postupu do elitní skupiny. Ve skupině O pohár Stimal však zvítězil. V sezóně 2021 se kvůli vládním opatřením nehrálo a přerovský tým musel dočasně řešit i existenční problémy spojené s nemožností plnohodnotného tréninku.
Sezóna 2022 znamenala pro IHC Night Birds Přerov zisk prvního mistrovského titulu. Po vítězství v základní skupině Východ prošel přesvědčivě vyřazovací částí, ve čtvrtfinále přehrál IHC Boskovice, v semifinále SK Černošice a ve finále ILHK Hradec Králové.
Před startem ročníku 2023 se omlazená sestava Night Birds kvalifikovala na prestižní Evropskou ligu, kde v konkurenci nejlepších evropských celků obsadila 5. místo. Do domácí Final Four prošel Přerov po vyřazovací sérii s IHC Devils Zlín, jež musela být rozhodnuta až v prodloužení třetího zápasu. Ve finálové skupině se však již Přerovu nepodařilo zopakovat předchozí výkon a obsadil konečnou 4. příčku po porážce v semifinále s pozdějším mistrem Prague Rats.

## B-tým, mládež a ženy
Přerovský klub disponuje také rezervním B-týmem, který se od roku 2016 účastní zápasů druhé nejvyšší soutěže, 1. ligy. V letech 2016-2018 měl přerovský klub dokonce třetí tým C. V roce 2019 se podařilo B-týmu postoupit do Final Four 1. ligy a vybojovat zde bronzové medaile. Do finálovéhé fáze se B-tým probojoval i v sezóně 2022, ovšem po dvou těsných prohrách obsadil čtvrté místo.
Přerovský klub rovněž disponuje systémem mládežnických týmů napříč všemi věkovými kategoriemi od přípravky po juniory, který byl zaveden v roce 2014. Juniorský tým lze označit za velmi úspěšný, neboť již při své premiérové účasti v sezóně 2012 vybojoval bronzové medaile. V letech 2017-2019 pak junioři Přerova získali dokonce zlatý hattrick, k němuž přidali v roce 2022 další bronz.
Ještě větších úspěchů dosahuje dorostenecký tým, který ve všech ročnících, kdy se Mistrovství ČR dorostu konalo, vybojoval zlaté medaile (2015, 2019, 2022, 2023).
Přerovský klub má také ženské družstvo s účastí na Mistrovství ČR žen v inline hokeji v letech 2019 a 2022. V prvním ročníku obsadily přerovské hráčky bez jediného vítězství třetí místo ze tří účastníků, v roce 2022 si pak připsaly premiérové vítězství a se ziskem jednoho bodu skončily opět třetí ze čtyř týmů.